# 비주얼드
비주얼드(Bejeweled)는 2001년 팝캡 게임스가 브라우저용으로 개발한 타일 매칭 퍼즐 비디오 게임이다.
원래 다이아몬드 마인(Diamond Mine)이라는 이름의 자바 웹 브라우저 게임으로 출발한 비주얼드는 나중에 리테일 타이틀로 개발되면서 PC용으로 2001년 5월 30일 비주얼드 딜럭스(Bejeweled Deluxe)라는 제목으로 출시되었다.
판매 수는 10,000,000본 이상에 달했고 다운로드 수는 150,000,000건을 초과했다. 이 게임은 여러 후속작과 스핀오프가 만들어졌으며 그 중 2004년에는 직접적인 시퀄 작품이 탄생하였다.